# Кожевенный завод Брусницыных
Кожевенный завод Брусницыных — памятник архитектуры. Расположен в Санкт-Петербурге, современный адрес — Кожевенная линия, 27, 28-30, Косая линия, 15А, 15ВА.
В конце XVIII века участок по жребию для устройства кожевенного производства получила вдова Иоганна, Анна Екатерина Фишер; территория Чекуш была отведена под кожевенное производство по указу Екатерины II с 1780-х годов. По Кожевенной линии был построен каменный жилой дом с конторой, его в 1847 году купил Николай Макеевич Брусницын, семья которого во второй половине XIX века стала активно строить здания фабрики. Жилой дом был перестроен в особняк.
Часть территории семья Брусницыных отдала под богадельню, Дом Призрения в память Николая и Елены Брусницыных. Рядом с богадельней был сад с часовней и семейным склепом. Часовня и склеп не сохранились, но сохранилось двухэтажное здание самой богадельни, построенное в 1895—1898 годах по проекту П. Ю. Сюзора (на 2020-е годы здание 15а занимает Государственная Морская академия имени С. О. Макарова).
Производственные корпуса были построены во второй половине XIX века. Сохранился построенный в 1882—1885 годах из красного кирпича производственный корпус авторства Н. Ф. Брюлло (не охраняемый как памятник архитектуры). Основное здание фабрики было построено в 1852 году по проекту А. С. Андреева, расширено в 1863 году Е. Е. Аникиным и в 1892 году В. И. Тимофеевым. В средней и боковых частях здание декорировано рустованными пилястрами и ступенчатыми башенками, фасад расчленяют тяги и пояса. У западной границы территории завода, на берегу Невы, стоит построенный в 1886—1887 годах А. И. Ковшаровым производственный корпус с чертами позднего кирпичного стиля и чертами перехода к модерну. В центре здания две застекленные арки, углы декорированы лопатками. Тот же архитектор в 1884—1886 годах перестраивал отдельные здания завода в стиле эклектики.
Со стороны Детской, Кожевенной и Косой линий в 1869—1871 годах по проекту А. Р. Гешвенда были построены здания в стиле классицизма, позднее снесённые или перестроенные.
После революции в комплекс, ставший кожевенным заводом имени Радищева, вошли здания Владимирского кожевенного завода (Кожевенная линия 29 и 32); ранее в 29 дома был сиропный завод Винного городка Казенной палаты, а в доме 32 с 1820-х годов и до середины XIX века был склад того же учреждения. Дом 32 был построен в 1811—1812 годах по проекту В. И. Беретти, у него три гранитных классических портика, когда здание занял Владимирский кожевенный завод, его надстроили третьим этажом.
Магазин изделий завода располагался в доме 2 Мучного переулка
Два крытых перехода между корпусами были перекинуты в советское время для удобства технологического процесса.
Завод Брусницыных охраняется как памятник архитектуры регионального значения, бывшие здания Владимирского кожевенного завода охраняются как выявленные памятники архитектуры.
К 2010-м годам здания завода Брусницыных разрушались, с июня 2022 года в них расположен Культурный квартал Брусницын.